# Pink Friday: Roman Reloaded
Pink Friday: Roman Reloaded  là album phòng thu thứ hai của rapper người Trinidad và Tobago Nicki Minaj, phát hành ngày 2 tháng 4 năm 2012 bởi Cash Money Records, Young Money Entertainment và Universal Motown Records. Sau thành công của album phòng thu đầu tay Pink Friday (2010), Minaj mong muốn tạo nên một đĩa nhạc về việc "tận hưởng niềm vui" mà không phải quan tâm đến sự phán xét hay hài lòng của người khác. Về mặt phong cách âm nhạc, Pink Friday: Roman Reloaded được chia thành hai phần, với nửa đầu tập trung vào những bản hip hop và được Minaj rap dưới danh nghĩa Roman Zolanski, một trong những bản ngã thay thế của nữ rapper và từng xuất hiện lần đầu trong album trước, trong khi cô chủ yếu hát ở nửa sau với những bản nhạc theo phong cách dance-pop. Đóng vai trò điều hành sản xuất của dự án, Minaj hợp tác với nhiều nhà sản xuất khác nhau, bao gồm Alex da Kid, Benny Blanco, Cirkut, David Guetta, Dr. Luke, RedOne và Rami Yacoub.
Tương tự như album đầu tay, Pink Friday: Roman Reloaded có sự tham gia góp giọng của một loạt nghệ sĩ nổi bật, như Cam'ron, Rick Ross, 2 Chainz, Lil Wayne, Nas, Drake, Young Jeezy, Chris Brown, Bobby V và Beenie Man. Sau khi phát hành, album nhận được những phản ứng trái chiều từ các nhà phê bình âm nhạc, trong đó họ chỉ trích tổng thể rời rạc và có thái độ mâu thuẫn trước những thể nghiệm Minaj với dance-pop. Tuy nhiên, đĩa nhạc vấn chiến thắng tại giải thưởng Âm nhạc Mỹ năm 2012 cho Album Rap/Hip-Hop được yêu thích nhất. Pink Friday: Roman Reloaded cũng gặt hái những thành công đáng kể về mặt thương mại khi đứng đầu bảng xếp hạng tại Canada và Vương quốc Anh, đồng thời lọt vào top 10 ở nhiều thị trường lớn như Úc, Ireland, Nhật Bản, New Zealand và Na Uy. Album ra mắt ở vị trí số một trên bảng xếp hạng Billboard 200 tại Hoa Kỳ với 253,000 bản, trở thành album quán quân thứ hai của Minaj và giúp cô trở thành nữ rapper đầu tiên trong lịch sử đứng đầu bảng xếp hạng với hai đĩa nhạc đầu tay.
Sáu đĩa đơn đã được phát hành từ Pink Friday: Roman Reloaded. "Starships" được chọn làm đĩa đơn mở đường và đạt vị trí thứ năm trên bảng xếp hạng Billboard Hot 100, đồng thời lọt vào top 10 ở hơn 15 quốc gia và là một trong những đĩa đơn bán chạy nhất thế giới trong năm 2012. Những đĩa đơn tiếp theo "Right by My Side", "Pound the Alarm" và "Va Va Voom" đều gặt hái những thành công tương đối trên toàn cầu, trong khi "Beez in the Trap" và "Automatic" lần lượt được phát hành giới hạn ở Hoa Kỳ và Châu Âu. Để quảng bá album, Minaj trình diễn trên nhiều chương trình truyền hình và lễ trao giải lớn, như American Idol, The Ellen DeGeneres Show, Today, giải BET năm 2012 và giải Grammy lần thứ 54, cũng như thực hiện hai chuyến lưu diễn Pink Friday Tour và Pink Friday: Reloaded Tour với hơn 62 đêm diễn và đi qua bốn châu lục. Đĩa nhạc được tái bản vào tháng 11 năm 2012, với tên gọi Pink Friday: Roman Reloaded – The Re-Up, bao gồm bảy bản nhạc mới và một DVD ghi lại quá trình lưu diễn.

## Danh sách bài hát
| Pink Friday: Roman Reloaded – Phiên bản tiêu chuẩn | Pink Friday: Roman Reloaded – Phiên bản tiêu chuẩn     | Pink Friday: Roman Reloaded – Phiên bản tiêu chuẩn                                          | Pink Friday: Roman Reloaded – Phiên bản tiêu chuẩn | Pink Friday: Roman Reloaded – Phiên bản tiêu chuẩn |
| STT                                                | Nhan đề                                                | Sáng tác                                                                                    | Sản xuất                                           | Thời lượng                                         |
| -------------------------------------------------- | ------------------------------------------------------ | ------------------------------------------------------------------------------------------- | -------------------------------------------------- | -------------------------------------------------- |
| 1.                                                 | "Roman Holiday"                                        | Onika Maraj Winston Thomas L. Nacht Safaree Samuels                                         | Blackout Movement                                  | 4:05                                               |
| 2.                                                 | "Come on a Cone"                                       | Maraj Chauncey Hollis                                                                       | Hit-Boy                                            | 3:05                                               |
| 3.                                                 | "I Am Your Leader" (hợp tác với Cam'ron và Rick Ross)  | Maraj Hollis William Roberts Cameron Giles                                                  | Hit-Boy                                            | 3:33                                               |
| 4.                                                 | "Beez in the Trap" (hợp tác với 2 Chainz)              | Maraj M. Jordan Tauheed Epps                                                                | Kenoe                                              | 4:28                                               |
| 5.                                                 | "HOV Lane"                                             | Maraj Ryan Marrone                                                                          | Ryan & Smitty                                      | 3:13                                               |
| 6.                                                 | "Roman Reloaded" (hợp tác với Lil Wayne)               | Maraj Dwayne Carter, Jr. Ricardo LaMarre Samuels                                            | Rico Beats                                         | 3:16                                               |
| 7.                                                 | "Champion" (hợp tác với Nas, Drake và Young Jeezy)     | Maraj Tyler Williams Nikhil Seetharam Aubrey Graham Jay Jenkins Nasir Jones                 | T-Minus                                            | 4:56                                               |
| 8.                                                 | "Right by My Side" (hợp tác với Chris Brown)           | Maraj Warren "Oak" Felder Andrew "Pop" Wansel Ester Dean J. Roberts J. Thomas Ronald Colson | Pop & Oak                                          | 4:25                                               |
| 9.                                                 | "Sex in the Lounge" (hợp tác với Lil Wayne và Bobby V) | Maraj Ernest Wilson Matthew Hall Carter Bobby Wilson Samuels                                | M.E. Productions                                   | 3:27                                               |
| 10.                                                | "Starships"                                            | Maraj Nadir Khayat Carl Falk Rami Yacoub Wayne Hector                                       | RedOne Rami Falk                                   | 3:30                                               |
| 11.                                                | "Pound the Alarm"                                      | Maraj Khayat Falk Yacoub Bilal Hajji Achraf Jannusi                                         | RedOne Falk Rami                                   | 3:25                                               |
| 12.                                                | "Whip It"                                              | Maraj Khayat Alex Papaconstantinou Björn Djupström Hajji Hector                             | RedOne Alex P                                      | 3:15                                               |
| 13.                                                | "Automatic"                                            | Maraj Khayat Jimmy Thornfeldt Geraldo Sandell                                               | RedOne Jimmy Joker                                 | 3:18                                               |
| 14.                                                | "Beautiful Sinner"                                     | Maraj Alexander Grant Ester Dean                                                            | Alex da Kid                                        | 3:47                                               |
| 15.                                                | "Marilyn Monroe"                                       | Maraj Daniel James Leah Haywood Ross Golan J.R. Rotem                                       | J.R. Rotem Dreamlab                                | 3:16                                               |
| 16.                                                | "Young Forever"                                        | Maraj Lukasz Gottwald Kelly Sheehan Henry Walter                                            | Dr. Luke Cirkut                                    | 3:06                                               |
| 17.                                                | "Fire Burns"                                           | Maraj Wansel Felder                                                                         | Pop & Oak                                          | 3:00                                               |
| 18.                                                | "Gun Shot" (hợp tác với Beenie Man)                    | Maraj D. Johnson M. Davis C. Grossett                                                       | Kane Beatz                                         | 4:39                                               |
| 19.                                                | "Stupid Hoe"                                           | Maraj Tina Dunham Samuels                                                                   | DJ Diamond Kuts                                    | 3:16                                               |
| Tổng thời lượng:                                   | Tổng thời lượng:                                       | Tổng thời lượng:                                                                            | Tổng thời lượng:                                   | 69:00                                              |

| Pink Friday: Roman Reloaded – Phiên bản cao cấp | Pink Friday: Roman Reloaded – Phiên bản cao cấp     | Pink Friday: Roman Reloaded – Phiên bản cao cấp | Pink Friday: Roman Reloaded – Phiên bản cao cấp | Pink Friday: Roman Reloaded – Phiên bản cao cấp |
| STT                                             | Nhan đề                                             | Sáng tác                                        | Sản xuất                                        | Thời lượng                                      |
| ----------------------------------------------- | --------------------------------------------------- | ----------------------------------------------- | ----------------------------------------------- | ----------------------------------------------- |
| 20.                                             | "Turn Me On" (David Guetta hợp tác với Nicki Minaj) | Maraj David Guetta Giorgio Tuinfort Dean        | David Guetta Tuinfort Black Raw                 | 3:19                                            |
| 21.                                             | "Va Va Voom"                                        | Maraj Gottwald Allan Grigg Max Martin Walter    | Dr. Luke Kool Kojak Cirkut                      | 3:03                                            |
| 22.                                             | "Masquerade"                                        | Maraj Gottwald Benjamin Levin Martin Walter     | Dr. Luke Benny Blanco Cirkut                    | 3:48                                            |
| Tổng thời lượng:                                | Tổng thời lượng:                                    | Tổng thời lượng:                                | Tổng thời lượng:                                | 79:10                                           |

| Pink Friday: Roman Reloaded – Phiên bản tại Úc, Nhật Bản, Vương quốc Anh và Mỹ Latinh | Pink Friday: Roman Reloaded – Phiên bản tại Úc, Nhật Bản, Vương quốc Anh và Mỹ Latinh | Pink Friday: Roman Reloaded – Phiên bản tại Úc, Nhật Bản, Vương quốc Anh và Mỹ Latinh | Pink Friday: Roman Reloaded – Phiên bản tại Úc, Nhật Bản, Vương quốc Anh và Mỹ Latinh | Pink Friday: Roman Reloaded – Phiên bản tại Úc, Nhật Bản, Vương quốc Anh và Mỹ Latinh |
| STT                                                                                   | Nhan đề                                                                               | Sáng tác                                                                              | Sản xuất                                                                              | Thời lượng                                                                            |
| ------------------------------------------------------------------------------------- | ------------------------------------------------------------------------------------- | ------------------------------------------------------------------------------------- | ------------------------------------------------------------------------------------- | ------------------------------------------------------------------------------------- |
| 20.                                                                                   | "Va Va Voom"                                                                          | Maraj Gottwald Grigg Martin Walter                                                    | Dr. Luke Kool Kojak Cirkut                                                            | 3:03                                                                                  |
| 21.                                                                                   | "Masquerade"                                                                          | Maraj Gottwald Levin Martin Walter                                                    | Dr. Luke Benny Blanco Cirkut                                                          | 3:48                                                                                  |
| Tổng thời lượng:                                                                      | Tổng thời lượng:                                                                      | Tổng thời lượng:                                                                      | Tổng thời lượng:                                                                      | 95:51                                                                                 |

| Pink Friday: Roman Reloaded – Phiên bản LP tái phát hành | Pink Friday: Roman Reloaded – Phiên bản LP tái phát hành | Pink Friday: Roman Reloaded – Phiên bản LP tái phát hành                          | Pink Friday: Roman Reloaded – Phiên bản LP tái phát hành | Pink Friday: Roman Reloaded – Phiên bản LP tái phát hành |
| STT                                                      | Nhan đề                                                  | Sáng tác                                                                          | Sản xuất                                                 | Thời lượng                                               |
| -------------------------------------------------------- | -------------------------------------------------------- | --------------------------------------------------------------------------------- | -------------------------------------------------------- | -------------------------------------------------------- |
| 22.                                                      | "Up in Flames"                                           | Maraj Matthew Samuels Zale Epstein Stephen Kozmeniuk Brett Kruger                 | Boi-1da The Maven Boys                                   | 5:05                                                     |
| 23.                                                      | "Freedom"                                                | Maraj Samuels Matthew Burnett                                                     | Boi-1da Burnett                                          | 4:47                                                     |
| 24.                                                      | "Hell Yeah" (hợp tác với Parker)                         | Maraj Parker Ighile                                                               | Parker Ighile                                            | 4:11                                                     |
| 25.                                                      | "High School" (hợp tác với Lil Wayne)                    | Maraj Carter, Jr.                                                                 | Boi-1da T-Minus                                          | 3:37                                                     |
| 26.                                                      | "I'm Legit" (hợp tác với Ciara)                          | Maraj Dean Melvin Hough II Keith Thomas Rivelino Wouter                           | Mel & Mus                                                | 3:18                                                     |
| 27.                                                      | "I Endorse These Strippers" (hợp tác với Tyga và Brinx)  | Maraj Michael "Crazy Mike" Foster Jawara Headley Jordan Houston Michael Stevenson | Juicy J Crazy Mike                                       | 4:22                                                     |
| 28.                                                      | "The Boys" (với Cassie)                                  | Maraj Jonas Jeberg Jean Baptiste Lillianna Saldaña Anjulie Persaud                | Jeberg Baptiste                                          | 4:08                                                     |
| Tổng thời lượng:                                         | Tổng thời lượng:                                         | Tổng thời lượng:                                                                  | Tổng thời lượng:                                         | 105:18                                                   |

Ghi chú
- Phiên bản trên iTunes Store và Apple Music của Pink Friday: Roman Reloaded bao gồm một đoạn phỏng vấn 21 phút mang tên "Press Conference" với sự tham gia của Minaj, Charlamagne the God và Safaree "SB" Samuels như là một bản kèm theo.[8]

## Xếp hạng
| Bảng xếp hạng (2012)                     | Vị trí cao nhất |
| ---------------------------------------- | --------------- |
| Album Úc (ARIA)                          | 5               |
| Album Úc Urban (ARIA)                    | 2               |
| Album Áo (Ö3 Austria)                    | 49              |
| Album Bỉ (Ultratop Vlaanderen)           | 23              |
| Album Bỉ (Ultratop Wallonie)             | 35              |
| Album Canada (Billboard)                 | 1               |
| Album Đan Mạch (Hitlisten)               | 25              |
| Album Hà Lan (Album Top 100)             | 24              |
| Album Phần Lan (Suomen virallinen lista) | 48              |
| Album Pháp (SNEP)                        | 20              |
| Album Đức (Offizielle Top 100)           | 44              |
| Album Hy Lạp (IFPI)                      | 32              |
| Album Ireland (IRMA)                     | 2               |
| Album Ý (FIMI)                           | 66              |
| Album Nhật Bản (Oricon)                  | 6               |
| Album México (Top 100 Mexico)            | 39              |
| Album New Zealand (RMNZ)                 | 3               |
| Album Na Uy (VG-lista)                   | 9               |
| Album Scotland (OCC)                     | 9               |
| Album Tây Ban Nha (AFYVE)                | 60              |
| Album Thụy Điển (Sverigetopplistan)      | 37              |
| Album Thụy Sĩ (Schweizer Hitparade)      | 24              |
| Album Anh Quốc (OCC)                     | 1               |
| Album Anh Quốc R&B (OCC)                 | 1               |
| Album Hoa Kỳ Billboard 200               | 1               |
| Album Hoa Kỳ Top R&B/Hip-Hop (Billboard) | 1               |

| Bảng xếp hạng (2012)                      | Vị trí |
| ----------------------------------------- | ------ |
| Album Úc (ARIA)                           | 48     |
| Album Úc Urban (ARIA)                     | 4      |
| Album Canada (Billboard)                  | 45     |
| Album Pháp (SNEP)                         | 132    |
| Album Anh Quốc (OCC)                      | 37     |
| Hoa Kỳ Billboard 200                      | 26     |
| Hoa Kỳ Top R&B/Hip-Hop Albums (Billboard) | 3      |
| Album Toàn cầu (IFPI)                     | 25     |
| Bảng xếp hạng (2013)                      | Vị trí |
| Hoa Kỳ Billboard 200                      | 185    |
| Hoa Kỳ Top R&B/Hip-Hop Albums (Billboard) | 32     |

## Chứng nhận
| Quốc gia | Chứng nhận  | Số đơn vị/doanh số chứng nhận |
| --- | ----------- | ----------------------------- |
| Úc (ARIA) | Vàng        | 35.000^                       |
| Đan Mạch (IFPI Đan Mạch) | Vàng        | 10.000‡                       |
| Ireland (IRMA) | Bạch kim    | 15.000^                       |
| Ba Lan (ZPAV) | Vàng        | 10.000*                       |
| Thụy Điển (GLF) | Vàng        | 20.000‡                       |
| Anh Quốc (BPI) | Bạch kim    | 242,000                       |
| Hoa Kỳ (RIAA) | 4× Bạch kim | 4.000.000‡                    |
| Tổng hợp |             |                               |
| Toàn cầu | —           | 1,400,000                     |
| * Chứng nhận dựa theo doanh số tiêu thụ. ^ Chứng nhận dựa theo doanh số nhập hàng. ‡ Chứng nhận dựa theo doanh số tiêu thụ và phát trực tuyến. |             |                               |

## Lịch sử phát hành
| Khu vực        | Ngày             | Định dạng         | Hãng đĩa                               |
| -------------- | ---------------- | ----------------- | -------------------------------------- |
| Đức            | 2 tháng 4, 2012  | CD Tải nhạc số LP | Universal Music Cash Money             |
| Vương quốc Anh | 2 tháng 4, 2012  | CD Tải nhạc số LP | Universal Island Cash Money            |
| Pháp           | 2 tháng 4, 2012  | CD Tải nhạc số LP | Universal Music Cash Money             |
| Úc             | 2 tháng 4, 2012  | CD Tải nhạc số LP | Universal Music Cash Money             |
| Hoa Kỳ         | 3 tháng 4, 2012  | CD Tải nhạc số LP | Universal Music Young Money Cash Money |
| Canada         | 3 tháng 4, 2012  | CD Tải nhạc số LP | Universal Music Young Money Cash Money |
| Nhật Bản       | 11 tháng 4, 2012 | CD Tải nhạc số LP | Universal Music Japan Cash Money       |
| Brazil         | 23 tháng 4, 2012 | CD Tải nhạc số LP | Universal Music Cash Money             |
| Trung Quốc     | 23 tháng 4, 2012 | CD Tải nhạc số LP | Universal Music Cash Money             |
| Đan Mạch       | 23 tháng 4, 2012 | CD Tải nhạc số LP | Universal Music Cash Money             |
| New Zealand    | 23 tháng 4, 2012 | CD Tải nhạc số LP | Universal Music Cash Money             |
| Hà Lan         | 23 tháng 4, 2012 | CD Tải nhạc số LP | Universal Music Cash Money             |